# Cleome hassleriana
Cleome hassleriana, comúnmente conocida como pata de vaca, flor araña, planta araña, o reina rosada, es una especie de planta con flor perteneciente al género cleome de la familia cleomaceae, nativa de la parte meridional de Sudamérica en Argentina, Paraguay, Uruguay, y el sureste de Brasil.
Tiene un crecimiento anual de hasta 150 centímetros de altura, con hojas dispuestas en espiral. Las hojas son palmeadas compuestas, con cinco o siete foliolos, los cuales pueden llegar a medir 12 cm de largo y 4 cm de ancho, y el pecíolo de la hoja hasta 15 cm de largo. Las flores son púrpuras, rosadas o blancas, con cuatro pétalos y seis largos estambres. La fruta es una cápsula de hasta 15 cm de largo y 3 mm de ancho que contiene numerosas semillas. El florecimiento dura desde el final de la primavera hasta principios de otoño.
C. hassleriana es comúnmente cultivada en regiones templadas como planta semi-rústica anual. Numerosos cultivares han sido seleccionados por el color de su flor entre otros atributos. La serie 'reinas' incluye los cultivares 'Reina violeta', 'Reina rosa' 'Reina blanca'. El cultivar 'Helen Campbell' ha ganado el premio Award of Garden Merit de la Real Sociedad de Horticultura.
Algunas especies suelen confundirse con Cleome arborea, C. pungens o C. spinosa.

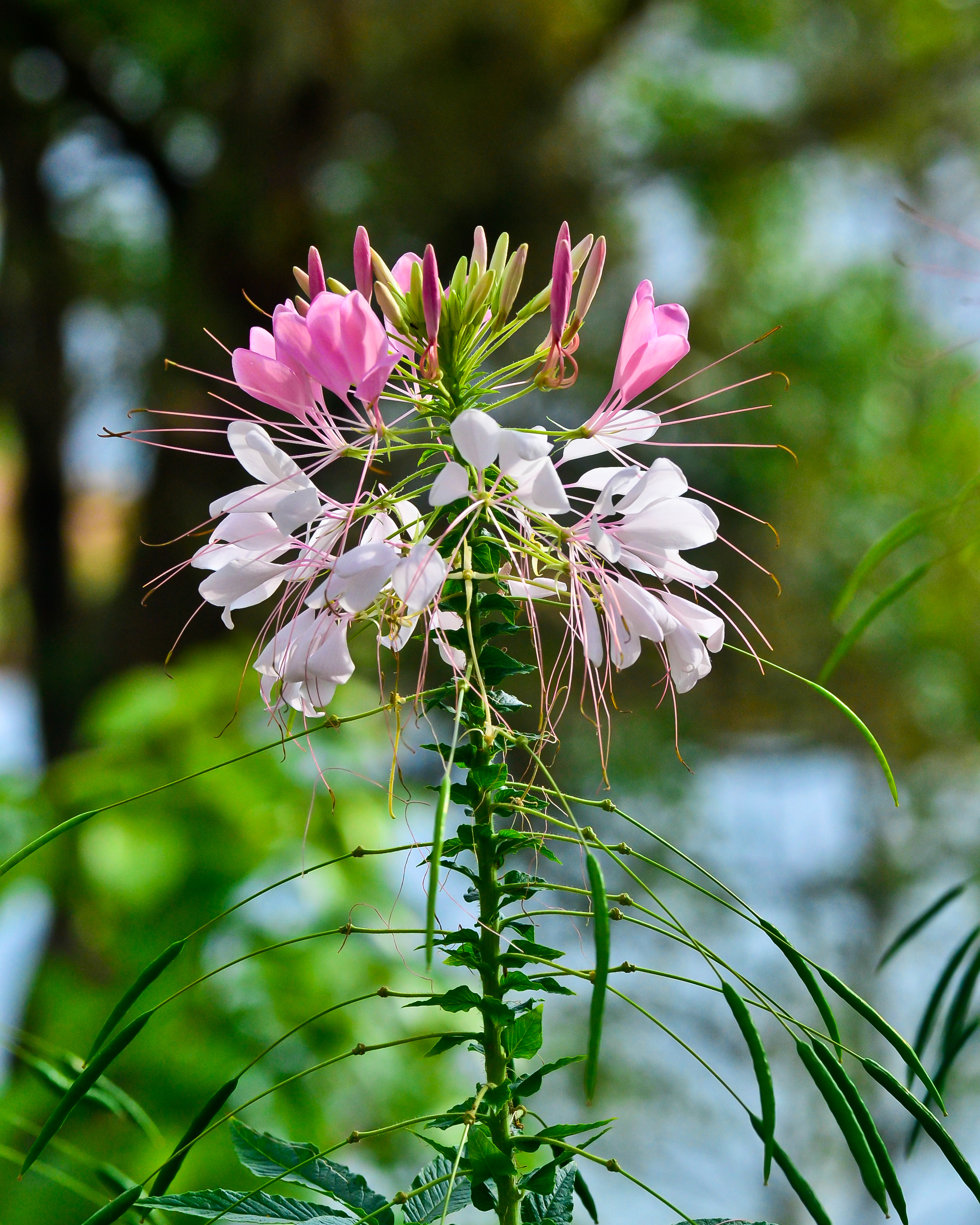
C. hassleriana
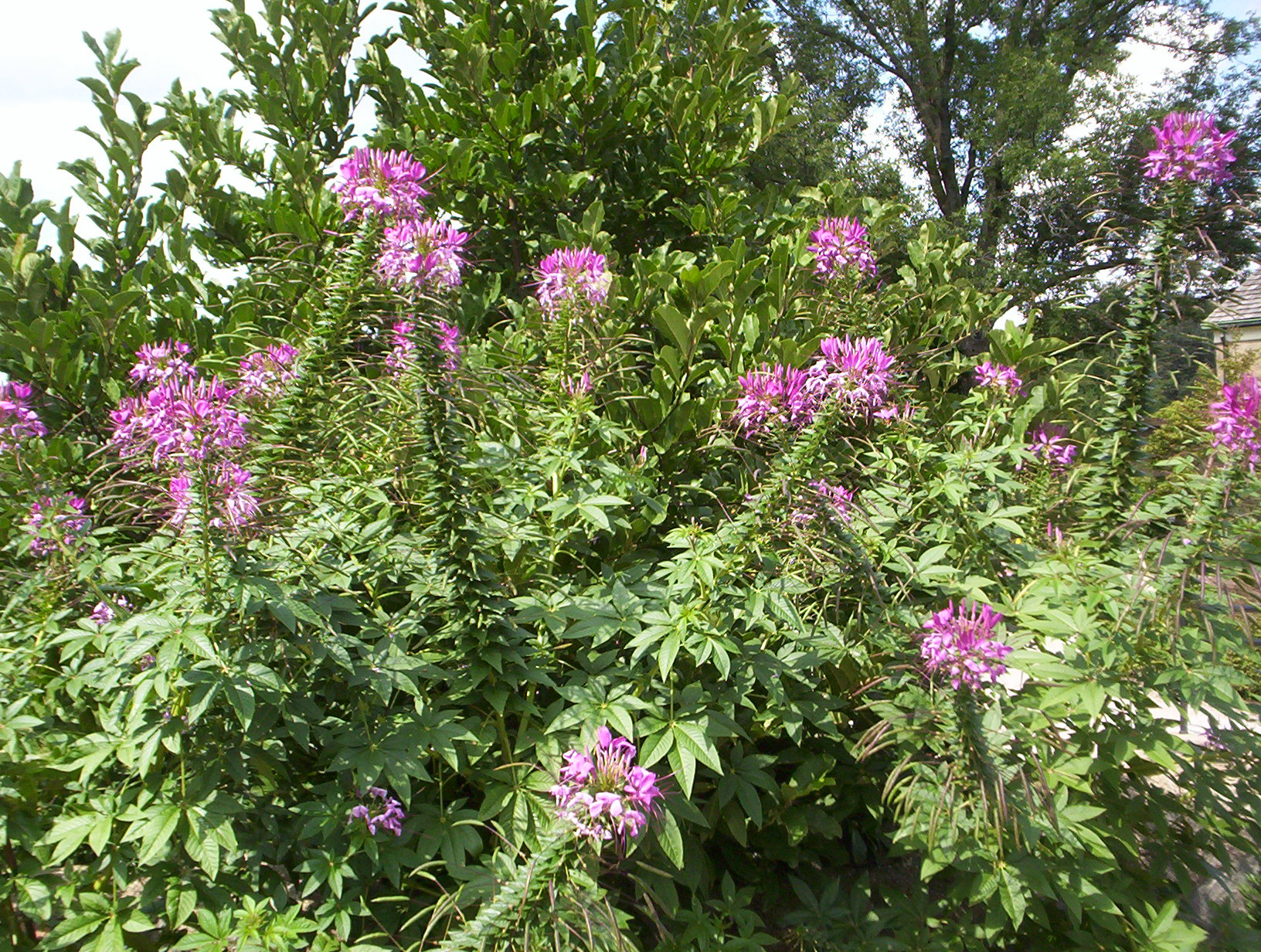
C. hassleriana
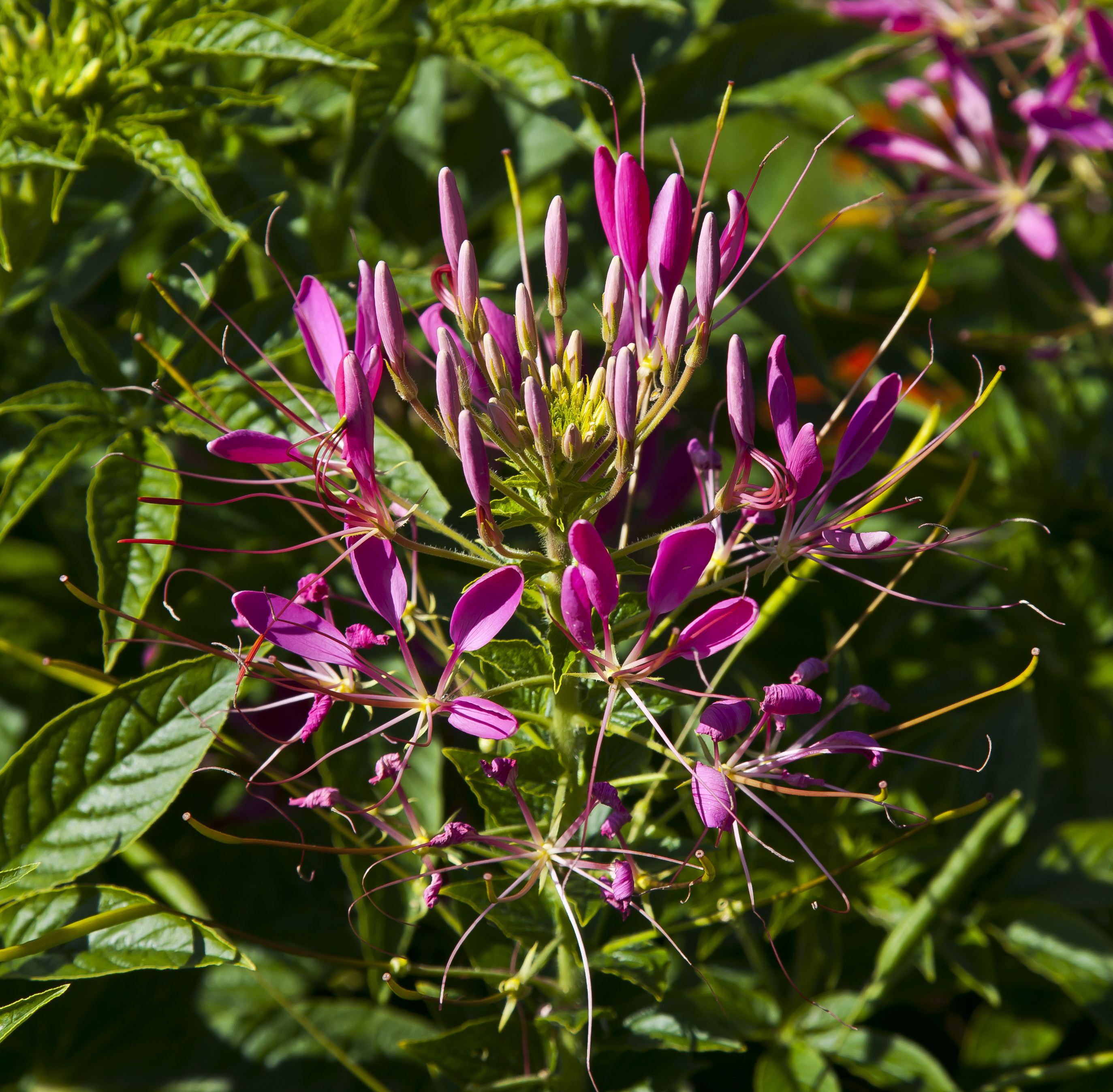
Inflorescencia rosada
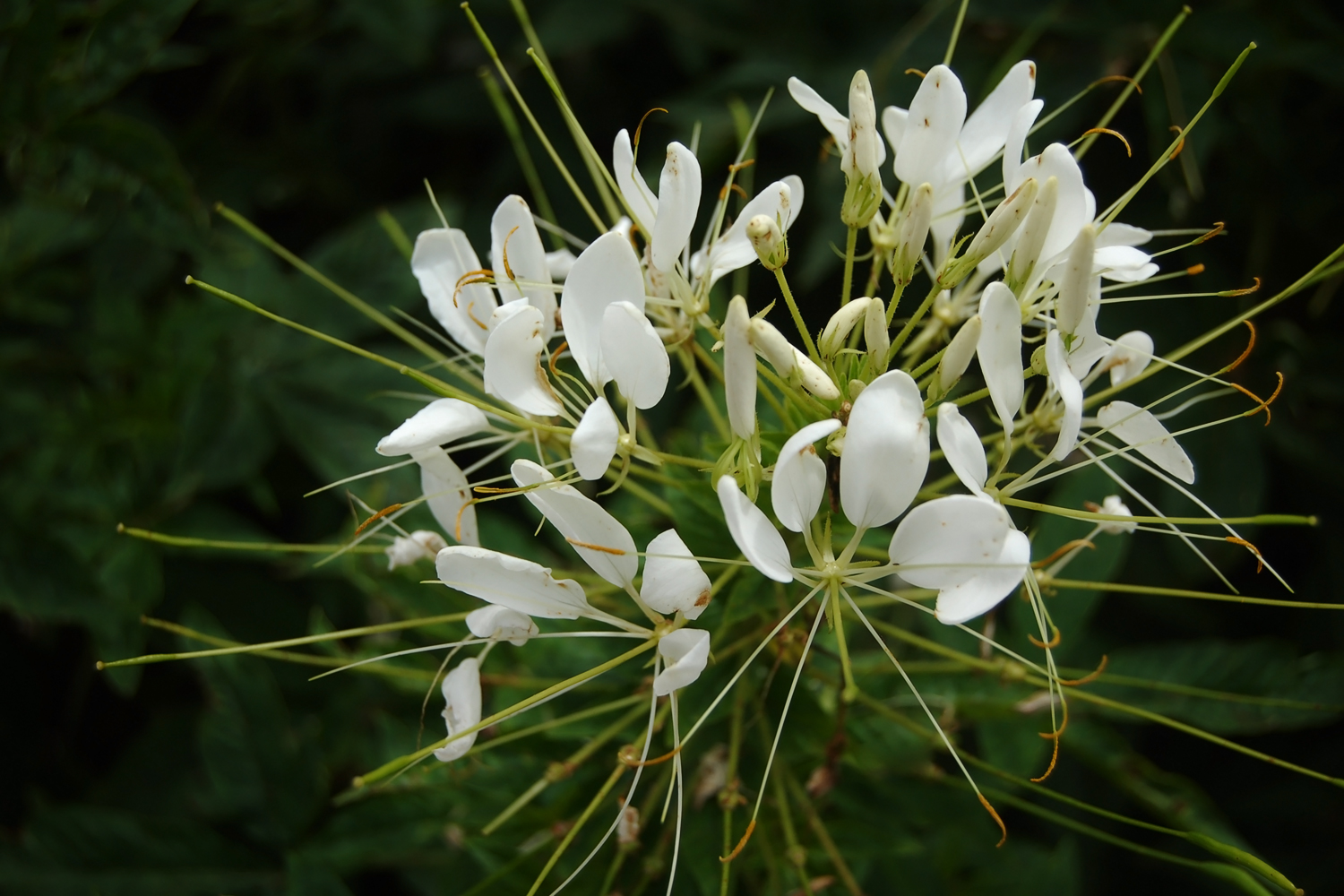
Inflorescencia blanca